# Itapipoca Esporte Clube
L'Itapipoca Esporte Clube, noto anche semplicemente come Itapipoca, è una società calcistica brasiliana con sede nella città di Itapipoca, nello stato del Ceará.

## Storia
Il club è stato fondato il 20 dicembre 1993. L'Itapipoca ha vinto il Campeonato Cearense Série B nel 2002. Ha partecipato al Campeonato Brasileiro Série C nel 2007, dove è stato eliminato alla prima fase.

## Palmarès

### Competizioni statali
- Campeonato Cearense Série B: 2

2002, 2013